# ریتارداندو
ریتارداندُو (به ایتالیایی: Ritardando) از اصطلاحات موسیقی مربوط به سرعت موسیقی به معنای به تدریج کُند کردن، سُست کردن، آهسته کردن و آرام کردن است.
این واژه از فعل ایتالیایی Ritardare به معنی تأخیر کردن گرفته شده‌است. مخفف یا مختصر شدهٔ اصطلاح «ریتارداندو»، «ریتارد» (Ritard) یا (Rit) می‌باشد.

## نام‌ها و اصطلاحات مرتبط
- رَلِنتاندُو (Rall) به اختصار: (Rallentando) به معنای به تدریج کُند کردن، سکون دادن، آرامش دادن
- ریتِنوتُو (Ritenuto) به اختصار: (Rit) به معنای بلافاصله کُند کردن
- ریتاردارِه (Ritardare) به معنای آرام کردن روندِ ریتم، وزن یا سرعت قطعه موسیقی
- ریتِنوتُو مولتو (Ritenuto molto) به معنای خیلی آهسته کردن
- ریتاردُو (Ritardo) به معنای تأخیر، کندی